# Jaha Dukureh
Jaha Dukureh (née en 1989 ou 1990) est une militante gambienne luttant pour les droits des femmes et contre les mutilations génitales féminines (MGF).

## Biographie
Jaha Dukureh est née en Gambie. Elle a subi des mutilations génitales féminines (MGF) de type III quand elle avait une semaine. Après la mort de sa mère, elle a déménagé à New York, à l'âge de 15 ans, pour un mariage arrangé qui avait été prévu des années avant. À la suite des douleurs graves qu'elle connaît lors de ses rapports sexuels, elle se fait opérer pour défaire l'infibulation, chirurgie qu'elle compare aux MGF elles-mêmes. Son mariage est dissout et elle emménage avec des membres de sa famille. Elle réussit à s'inscrire dans un lycée de la ville de New York après avoir été refusée par plus d'une dizaine d'écoles, car elle n'avait pas l'accord de son tuteur légal. À 17 ans, elle déménage à Atlanta, en Géorgie, et se remarie.
Dukureh obtient une licence (bachelors degree) de gestion de l'université Georgia Southwestern State en 2013. Cette année-là, elle fonde Safe Hands for Girls, une association anti-MGF à but non lucratif. Aux États-Unis elle dénonce l'omerta qui règne autour des MGF, et millite pour que les victimes puissent recevoir du soutien et que la question des MGF pratiquées sur le sol américain soit étudiée. En 2014, elle lance une campagne Change.org pour demander la fin des MGF. Elle réclame également le droit pour les victimes de faire partie des programmes décidant de leur sort et de ne pas être simplement le prétexte d'une histoire sensationnelle dans les médias. Dukureh est naturalisée américaine fin 2015.
Elle est la fondatrice (2013) et directrice exécutive de l'association Safe Hands for Girls - "des mains sûres pour les filles" - qui lutte pour la fin des MGF, protège et soutient les victimes et survivantes de MGF aux États-Unis et ailleurs. Jaha Dukureh dirige également la campagne médiatique globale du journal anglais The Guardian pour la fin des MGF. En avril 2016, elle est nommée à la liste de 2016 Time 100,. En 2017, Accidental Picture et The Guardian produisent un long-métrage sur la vie de Jaha Dukureh intitulé Jaha's Promise (La promesse de Jaha) ; une version télévisée du film devait être représentée dans des pays où sont commises des MGF, grâce à la distribution de First Hand Films.
Le militantisme de Dukureh mène à l'interdiction des mutilations génitales féminines en Gambie fin 2015,.
Dukureh réside actuellement à Atlanta. En 2017, The Guardian sort un film sur la vie de Dukureh.

## Distinctions
- Prix Nord-Sud du Conseil de l'Europe (2018) avec Damien Carême